# Winston Parks
Winston Parks, född 12 oktober 1981 i Puerto Limón, är en costaricansk före detta fotbollsspelare.
Han spelade för Costa Rica i  VM 2002. Han gjorde mål i gruppspelsmatchen mot Turkiet, en match som slutade 1–1.